# Jonathan Tabu
Pour les articles homonymes, voir Tabu (homonymie).
Jonathan Tabu Eboma, né le 7 octobre 1985 à Kinshasa, alors au Zaïre, est un ancien joueur belge de basket-ball. Il évolue au poste de meneur jusqu'à la fin de sa carrière en 2023.

## Biographie

### Limbourg United (2022)
Le 2 février 2022 Tabu rejoint le Limbourg United pour un bail de 2 mois. Il vient remplacer le meneur Casey Benson blessé. Tabu se blesse lui même le 10 février, avant de faire son retour le 12 mars. Il dispute 6 rencontres avec Limburg et remporte la coupe de Belgique le 13 mars 2022.

### Brussels Basketball (2022)
Le 3 octobre 2022 Tabu signe un contrat d'un mois au Circus Brussels. Il dispute 5 rencontres en BNXT League avant de quitter le club le 3 novembre 2022.

## Palmarès
Spirou Charleroi :
- Champion de Belgique en 2008, 2009 et 2010.
- Vice-champion de Belgique en 2005.
- Vainqueur de la Coupe de Belgique en 2009.
- Finaliste de la Coupe de Belgique en 2005, 2006 et 2010.
- Vainqueur de la Supercoupe de Belgique en 2008 et 2010.
- Finaliste de la Supercoupe de Belgique en 2004, 2009 et 2011.

 Pallacanestro Cantù :
- Finaliste de la Coupe d'Italie en 2011.
- Vainqueur de la Supercoupe d'Italie en 2012.

 Le Mans Sarthe Basket :
- Finaliste de la Coupe de France en 2019.

 Limbourg United :
- Vainqueur de la Coupe de Belgique en 2022.

 Guerino Vanoli Basket :
- Vainqueur de la Coupe d'Italie LNP en 2023.